# Pollino Nemzeti Park
A Pollino Nemzeti Park (olasz nyelven Parco nazionale del Pollino) Dél-Olaszországban, Basilicata és Calabria régiók, Cosenza, Matera és Potenza megyék területén található.  A Lukániai-Appenninek és Calabriai-Appenninek területének déli részét foglalja el.
Az 1993-ban alapított nemzeti park magába foglalja a Pollino és a Orsomarso masszívumokat. A Pollinóban van a terület legmagasabb pontja, a Serra Dolcedorme (2267 m). A park területét átszelik a Lao, Sinni, Coscile és Raganello folyók.

## Flóra
A nemzeti park növényvilágát alkotó jellegzetes fajok a  bükk, feketefenyő és a tiszafa. A park területén él az Európában védett bosnyák-fenyő (Pinus heldreichii).

## Fauna
A nemzeti park területén élő állatfajok: szirti sas, fekete harkály, dögkeselyű, vörös kánya, uhu, vándorsólyom, farkas, európai őz, európai vidra és szarvas.

## Települései
- Basilicátában: Calvera, Castelluccio Inferiore, Castelluccio Superiore, Castelsaraceno, Castronuovo di Sant’Andrea, Carbone, Cersosimo, Chiaromonte, Episcopia, Fardella, Francavilla in Sinni, Latronico, Lauria, Noepoli, Rotonda, San Costantino Albanese, San Giorgio Lucano, San Paolo Albanese, San Severino Lucano, Senise, Teana, Terranova di Pollino, Valsinni, Viggianello.
- Calabriában: Acquaformosa, Aieta, Alessandria del Carretto, Belvedere Marittimo, Buonvicino, Castrovillari, Cerchiara di Calabria, Civita, Francavilla Marittima, Frascineto, Grisolia, Laino Borgo, Laino Castello, Lungro, Maierà, Morano Calabro, Mormanno, Mottafollone, Orsomarso, Papasidero, Plataci, Praia a Mare, San Basile, San Donato di Ninea, Sangineto, San Lorenzo Bellizzi, San Sosti, Sant’Agata di Esaro, Santa Domenica Talao, Saracena, Tortora, Verbicaro.